# Дудченко, Константин Александрович
Константин Александрович Дудченко (укр. Костянтин Олександрович Дудченко; род. 8 июля 1986, Мелитополь, Запорожская область) — украинский футболист, выступавший на позиции нападающего.

## Биография

### Выступление на родине
Ещё в детстве начал заниматься футболом в Мелитополе и участвовать в соревнованиях между местными и региональными командами по футболу. Провёл один товарищеский матч за молодёжную сборную Украины U-21.
Константин — воспитанник команды «Олком». Футболист в основном составе этого клуба Второй лиги Украины в 2005—2008 годах, когда коллектив не поднимался выше седьмого места группы «Б». В сезоне 2008/2009 Константин отличился 12 раз, став пятым бомбардиром в своей группе.
В Кубке страны «Олком» дважды за три розыгрыша крупно проиграл киевскому «Динамо» в 1/16 финала, в обеих встречах Дудченко выходил на поле (счёт — 0:4 и 0:5; в 2007 году столичный коллектив стал обладателем трофея, а в 2009 — полуфиналистом). В октябре 2008 года в возрасте 22 лет игрок подписал пятилетний контракт с «Динамо». Получая игровую практику только в фарм-клубе, решил сменить клубную прописку уже через год.

### Выступление в России
28 марта 2010 года нападающий дебютировал в первом дивизионе и стал автором единственного гола в ворота белгородского «Салюта». В «Химках» форвард выступал под 22-м номером, поделил первую строчку в списке лучших бомбардиров команды (как и Артур Юсупов, забил семь мячей и отдал две голевые передачи). Неудачные результаты «красно-чёрных» (тринадцатое место в соревновании и поражение от московского «Торпедо» в 1/32 финала Кубка России) привели не только к увольнению Евгения Бушмагина с поста главного тренера в межсезонье, но и к прекращению соглашений со многими футболистами. 24 января 2011 года украинский легионер перешёл в ярославский «Шинник» — десятый клуб в лиге.
В стартовом туре первенства ФНЛ подопечные Александра Побегалова встречались как раз с подмосковным коллективом и уступили — 0:2. Новичок вышел на замену в перерыве. После второго круга ярославцы шли на третьей позиции, удержаться на ней по итогам переходного турнира им помешал «Нижний Новгород». В национальном Кубке «Шинник» выбыл в 1/16 финала. На данной стадии ему противостояла другая нижегородская команда — «Волга». Что касается личной статистики Константина, то в 35 поединках он записал на свой счёт три мяча.
Продолжение карьеры получилось не столь удачным: клуб финишировал одиннадцатым, в Кубке страны был остановлен ещё одной «Волгой», на этот раз ульяновской.
В сезоне 2013/2014 Дудченко сыграл 20 игр и забил 6 голов, когда клуб решил распроститься с ним и уступил его павлодарскому «Иртышу».

### Выступление в Казахстане
15 марта 2014 года начал выступление в чемпионате Казахстана, но в первом же матче получил травму, из-за которой пропустил несколько стартовых туров. Но в итоге он провёл в сезоне 21 матч и забил 11 голов, один из которых лидеру и чемпиону клубу «Актобе» (1-1). В следующем сезоне Дудченко сыграл тоже 21 матч и забил 8 голов.
В феврале 2016 года лучший форвард «Иртыша» перешёл в другой казахстанский клуб костанайский «Тобол». Но отыграв 11 матчей и забив 2 гола, украинский форвард в июне перешёл в уральский «Акжайык».
В «Акжайыке» до конца сезона Дудченко провёл 17 игр, забил 4 гола и помог клубу удержаться в Премьер-лиге. В 2017 году история повторилась, украинский форвард забил два гола в переходном матче с «Махтааралом» (2-1), причём ещё не реализовал пенальти (вратарь), и снова оставил свою команду в Премьер-лиге казахстанского футбола.

### Личная жизнь
Познакомился с будущей супругой Дарьей и женился в Ярославле. Двое детей — Богдан и Тамара.